# VocalTec
VocalTec公司，或稱為VocalTec電信公司（NASDAQ：VOCL），是一家位於以色列的電信設備製造商。該公司成立於1989年，創建人為Alon Cohen與Lior Haramaty，他們開發並持由最早的網路電話與語音傳輸器的相關專利。該公司目前仍為主要的VoIP供應商，其主要的客戶包括德国电信與意大利電信。
VocalTec於1995年2月發行了最早的VoIP軟體IPhone。該公司於1996年首次公开募股，而在2005年完成收購了一家VoIP 閘道器的供應商Tdsoft。